# Даян Уейн Джоунс
Даян Уейн Джоунс (род. 16 август 1934 г. в Лондон – поч. 26 март 2011 г. в Бристъл), е английска писателка, предимно на фентъзи романи за деца и възрастни.
Някои от нейните най-известни работи са поредицата Chrestomanci, поредицата Dalemark, романите Подвижният замък на Хоул, Къща на много пътеки и Замък в небето.

## Награди
- Митопоетик 1996, 1999
- Световна награда за фентъзи за цялостен принос 2007